# Menno Hertzberger
Emanuel (Menno) Hertzberger (Sneek, 1 oktober 1897 - Breda, 26 april 1982) was een Nederlands antiquaar, medeoprichter van de Nederlandsche Vereeniging van Antiquaren en insteller en naamgever van de Menno Hertzbergerprijs.

## Leven en werk
Hertzberger is een directe afstammeling van en werd vernoemd naar de Stratumse Em. Hertzberger (1836-1917) die een confectiefabriek in Eindhoven oprichtte. Hertzberger werd geboren als zoon van een bekende arts, filantroop en bibliofiel dr. Leopold Hertzberger (1871-1933), zoon van de genoemde Emanuel, en Elisabeth Kuyt (1878-1940). Hij ging naar het gymnasium in Sneek, later in Den Haag. Hoewel door zijn ouders eerst voorbestemd als arts, werd vanwege zijn zwakke gezondheid later gekozen voor het beroep van bibliothecaris. Daartoe liep hij stages bij de befaamde firma van R.W.P. de Vries en de Haagse firma Martinus Nijhoff. Na bibliotheekcursussen in Londen besloot hij geen bibliothecaris maar antiquaar te worden.
Hertzberger opende op 17 mei 1923 zijn Internationaal Antiquariaat in Amsterdam. In nog datzelfde jaar hield hij zijn eerste boekenveiling. In 1935 was hij medeoprichter en eerste voorzitter van de Nederlandsche Vereeniging van Antiquaren; nadat hij het voorzitterschap had neergelegd, werd hij benoemd tot erevoorzitter. In 1947 nam hij ook het initiatief tot oprichting van de International League of Antiquarian Booksellers (ILAB).
Bij Hertzbergers 65e verjaardag werd hij benoemd tot Ridder in de Orde van Oranje-Nassau. Door de Franse regering was hij al benoemd tot Chevalier de I'Ordre des Arts et des Lettres. Bij die laatstgenoemde verjaardag stelde hij ook de Menno Hertzbergerprijs in, te financieren door het geldbedrag dat hij voor die verjaardag had ontvangen; deze prijs wordt sinds 1963 om de 3 tot 4 jaar uitgereikt om de bestudering van de boekgeschiedenis en de beoefening van de bibliografie te stimuleren.
Hertzberger trouwde vier keer: de eerste keer in 1923 te Londen met Clarice (Klara) Spanjer met wie hij twee zonen en een dochter kreeg; Klara Spanjer (1895-1942) werd in Auschwitz vermoord. Hun oudste zoon Leopold (1924-1943) kwam om in Schoppinitz, hun dochter Sarah (1926-1942) en hun zoon Philip Ivan (1928-1942) werden eveneens in Auschwitz vermoord. Na de oorlog trouwde hij nog drie keer, in 1946 met Dora Haverkamp Begemann (1916), met Alice Dutot en de laatste keer met Sjollina J. Nieuwsma (1913-2004). Deze laatste legateerde fl. 25.000 ten behoeve van de naar haar man genoemde prijs.